# جورج دي لا بينيا
جورج دي لا بينيا (بالإنجليزية: George de la Peña)‏ هو مصمم رقص أمريكي، ولد في 1955 في نيويورك في الولايات المتحدة.

## وصلات خارجية
- جورج دي لا بينيا على موقع IMDb (الإنجليزية)
- جورج دي لا بينيا على موقع قاعدة بيانات برودواي على الإنترنت (الإنجليزية)
- جورج دي لا بينيا على موقع قاعدة بيانات الفيلم (الإنجليزية)